# پیشکینیان
پیشکینیان (یا بیشکینیان) سلسله ای در ایران بودند که از سال ۱۱۵۵ تا ۱۲۳۱ بر اهر و منطقه مجاور آن به عنوان تابع شدادیان آران حکومت می‌کردند. جد این خانواده یک نجیب‌زاده گرجی بود که توسط آلپ ارسلان سلجوقی در طی عملیاتی علیه گرجستان در سال ۱۰۶۸ دستگیر و به عنوان یک زندانی به ایران آورده شده بود. این سلسله از ۱۲۲۵ تا ۱۲۳۱ تحت حملات خوارزمشاهیان سقوط کرد. دو تن از آخرین اعضای خانواده سکه‌های خود را ضرب کردند و نامشان را در کنار خلیفه و اتابک الدیگوزید. به نظر می‌رسد نام مشگین‌شهر (بیشکین سابق)، یک شهر در شرق اهر از نام این سلسله گرفته شده باشد.